# Congresso di Chilpancingo

Bandiera Nazionale di Guerra del Messico, come fu creata nel decreto del 14 luglio 1815 dal "Supremo Congreso Mexicano".

Il congresso di Chilpancingo, chiamato anche congresso di Anáhuac, convocato il 13 settembre 1813 da José María Morelos y Pavón, fu il primo congresso indipendente che sostituì la junta de Zitácuaro, dichiarando l'indipendenza dell'America settentrionale dalla corona spagnola.
In questo congresso Morelos, presentò un documento che chiamò Sentimenti della Nazione, nel quale si dava enorme importanza ai diritti umani e alla libertà, questo documento è il primo attestato della Costituzione degli Stati Uniti Messicani.
Il congresso abolì la schiavitù, stabilì i diritti del popolo senza distinzioni di classe e senza caste; ordinò la divisione dei latifondi e votò la dichiarazione di'indipendenza.
Partecipanti al congresso:
- Ignacio López Rayón, deputato della provincia di Nueva Galicia;
- José Sixto Verduzco, deputato della provincia di Michoacán;
- José María Liceaga, deputato della provincia di Guanajuato;
- Andrés Quintana Roo, deputato della provincia di Puebla;
- Carlos María Bustamante, deputato della provincia di México;
- José María de Cos, deputato della provincia di Zacatecas;
- Cornelio Ortiz Zárate, deputato della provincia di Tlaxcala
- Carlos Enríquez del Castillo, segretario.
- José María Murguía, deputato della provincia di Oaxaca;
- José Manuel Herrera, deputato della provincia di Técpan.